# Абу Юсуф
Абу́ Ю́суф Яку́б ібн Ібрах́ім аль-Анса́рі аль-Куфі, Абу́ Ю́суф аль-Анса́рі (араб. أبو يوسف الأنصاري, нар.731 р. — пом.798 р.) — арабський правознавець, учень імамів Абу Ханіфи та Маліка ібн Анаса. Народився в м. Куфі. За халіфів Махді та Гаруна-ар-Рашида обіймав посаду каді в Басрі. Відомий своїм твором «Книга про податки» («Кітаб аль-харадж»), яка є цінним джерелом щодо Багдадського халіфату 7-8 сторіч. Поруч із звичними для того часу фіксованими податками з особи Абу Юсуф пропонував збирати й непрямі — зокрема й «збір за сіль».